# Copa CAF 2003
La Copa CAF 2003 es la 12º y última edición de este torneo de fútbol a nivel de clubes de África organizado por la CAF y que contó con la participación de 30 equipos representantes de todo el continente.
Al Raja Casablanca de Marruecos venció en la final al Cotonsport Garoua de Camerún para ganar el título por primera vez. El ganador de las últimas tres ediciones, el JS Kabylie de Argelia, fue eliminado en los cuartos de final.
Ésta fue la última edición del torneo porque a partir del 2004 la Copa CAF y la Recopa Africana se fusionan para crear la Copa Confederación de la CAF.

## Primera Ronda
| Equipo 1                | Agr.   | Equipo 2                | Ida | Vuelta |
| ----------------------- | ------ | ----------------------- | --- | ------ |
| St Michel United        | 1-0    | DSA                     | 0-0 | 1-0    |
| Green Buffaloes         | 3-2    | Express FC              | 2-1 | 1-1    |
| Maxaquene               | 1-1(a) | Black Rhinos            | 1-1 | 0-0    |
| Khartoum-3              | 1-3    | Kiyovu Sport            | 1-1 | 0-2    |
| Ethiopian Bunna         | 0-1    | Al-Nasr Benghazi        | 0-0 | 0-1    |
| AS Kaloum Star          | 0-0(p) | SONACOS                 | 0-0 | 0-0    |
| Étoile Filante          | 2-7    | Raja Casablanca         | 2-3 | 0-4    |
| FC 105                  | 4-3    | Djoliba AC              | 3-0 | 1-3    |
| Requins de l'Atlantique | 1-2    | Club Africain           | 1-0 | 0-2    |
| CS La Mancha            | 1-2    | Jeunesse Club d'Abidjan | 0-1 | 1-1    |
| Cotonsport Garoua       | (p)0-0 | Maranatha FC            | 0-0 | 0-0    |
| Primero de Agosto       | 2-2(p) | Mamelodi Sundowns       | 2-0 | 0-2    |
| DC Motema Pembe         | 7-1    | Renacimiento FC         | 4-1 | 3-0    |
| Enugu Rangers           | w/o1   | LISCR FC                |     |        |
| Al-Ahly                 | bye    |                         |     |        |
| JS Kabylie              | bye    |                         |     |        |

## Segunda Ronda
| Equipo 1                | Agr.   | Equipo 2          | Ida | Vuelta |
| ----------------------- | ------ | ----------------- | --- | ------ |
| Green Buffaloes         | 7-1    | St Michel United  | 5-0 | 2-1    |
| Kiyovu Sport            | 1-2    | Black Rhinos      | 1-0 | 0-2    |
| SONACOS                 | 1-1(a) | JS Kabylie        | 1-1 | 0-0    |
| Al-Nasr Benghazi        | 1-4    | Al-Ahly           | 1-2 | 0-2    |
| FC 105                  | 3-7    | Raja Casablanca   | 2-1 | 1-6    |
| Jeunesse Club d'Abidjan | 2-6    | Club Africain     | 2-0 | 0-6    |
| Mamelodi Sundowns       | 1-2    | Cotonsport Garoua | 1-0 | 0-2    |
| Enugu Rangers           | 2-1    | DC Motema Pembe   | 2-0 | 0-1    |

## Cuartos de final
| Equipo 1      | Agr. | Equipo 2          | Ida | Vuelta |
| ------------- | ---- | ----------------- | --- | ------ |
| Black Rhinos  | 2-6  | Raja Casablanca   | 1-1 | 1-5    |
| Enugu Rangers | 4-0  | Al-Ahly           | 4-0 | 0-0    |
| JS Kabylie    | 1-2  | Cotonsport Garoua | 0-0 | 1-2    |
| Club Africain | 5-2  | Green Buffaloes   | 4-1 | 1-1    |

## Semifinales
| Equipo 1          | Agr. | Equipo 2      | Ida | Vuelta |
| ----------------- | ---- | ------------- | --- | ------ |
| Raja Casablanca   | 4-3  | Enugu Rangers | 4-1 | 0-2    |
| Cotonsport Garoua | 4-2  | Club Africain | 3-0 | 1-2    |

## Final
| Equipo 1        | Agr. | Equipo 2          | Ida | Vuelta |
| --------------- | ---- | ----------------- | --- | ------ |
| Raja Casablanca | 2-0  | Cotonsport Garoua | 2-0 | 0-0    |

## Campeón
| Copa CAF 2003             |
| ------------------------- |
| Bandera de Marruecos      |
| Raja Casablanca 1º Título |